# Sutoro
Syriacki Urząd Bezpieczeństwa (syr. ܡܟܬܒܐ ܕܣܘܬܪܐ ܣܘܪܝܝܐ) określanie również Sutoro (syr. ܣܘܬܪܐ) – asyryjska formacja policyjna działająca w regionie Dżazira wchodzącego w skład Autonomicznej Administracji Północnej i Wschodniej Syrii.
Formacja jest ściśle powiązania z Partią Unii Syriackiej (SUP).

## Historia
Wraz z wybuchem wojny domowej w Syrii i konfliktu w Rożawie jednostki Sutoro zostały zorganizowane najpierw w mieście Al-Kahtanijja, a wkrótce potem w Al-Malikijja. Inicjatorem powstania formacji była asyryjska Partia Unii Syriackiej (SUP).
SUP utrzymuje przyjazne stosunki z ludnością kurdyjską. Jako jedna z wielu organizacji współpracuje z Partią Unii Demokratycznej (PYD) w ramach administracji samorządowej w północnej Syrii. Sutoro od samego początku starało się działać wspólnie z Powszechnymi Jednostkami Ochrony (YPG). Chociaż początkowo strona kurdyjska była niechętna współpracy, Sutoro zostało finalnie zintegrowane z administracją Autonomicznej Administracji Północnej i Wschodniej Syrii, działając wraz z jednostkami policji Asaisz. Jednocześnie jej paramilitarny odpowiednik, Syriacka Rada Wojskowa (MFS), dołączyła do sojuszu z YPG w styczniu 2014.